# Megastigmus cotoneastri
Megastigmus cotoneastri är en stekelart som beskrevs av Nikol'skaya 1952. Megastigmus cotoneastri ingår i släktet Megastigmus och familjen gallglanssteklar.
Artens utbredningsområde är:
- Tadzjikistan.
- Ukraina.

Inga underarter finns listade i Catalogue of Life.